# Gran Premio de Checoslovaquia de Motociclismo de 1969
El Gran Premio de Checoslovaquia de Motociclismo de 1969 fue la octava prueba de la temporada 1969 del Campeonato Mundial de Motociclismo. El Gran Premio se disputó el 20 de julio de 1969 en el Circuito de Brno.

## Resultados 500cc
Lo que había sucedido en las otras clases en Brno también sucedió en la clase de 500cc. Las máquinas rápidas tenían problemas para alejarse de las menos potentes. Así, Bohumil Staša incluso logró llegar a ser un peligro para la pareja de dominadores de la categoría: Giacomo Agostini y Gyula Marsovszky. Agostini supo imponerse, pero el suizo no por que tuvo problemas con su LinTo con Staša. Al final, Marsovszky acabó segundo y Staša tercero.
| Pos.    | Piloto               | Equipo    | Tiempo      | Pts. |
| ------- | -------------------- | --------- | ----------- | ---- |
| 1       | Giacomo Agostini     | MV Agusta | 1:10:05.700 | 15   |
| 2       | Gyula Marsovszky     | LinTo     | +4:14.500   | 12   |
| 3       | Bohumil Staša        | ČZ        | +4:47.000   | 10   |
| 4       | Silvano Bertarelli   | Paton     | +5:56.900   | 8    |
| 5       | Dan Shorey           | Seeley    |             | 6    |
| 6       | Walter Scheimann     | Norton    |             | 5    |
| 7       | Billie Nelson        | Paton     |             | 4    |
| 8       | André-Luc Appietto   | Paton     |             | 3    |
| 9       | Godfrey Nash         | Norton    |             | 2    |
| 10      | Werner Bergold       | Matchless |             | 1    |
| 11      | Phil O'Brien         | Matchless |             |      |
| 12      | Bosse Granath        | Husqvarna |             |      |
| 13      | René Guilli          | Matchless |             |      |
| 14      | Lasse Johansson      | Hm        |             |      |
| Ret     | Jüri Randla          | Vostok    | Ret         |      |
| Ret     | Gunther Fischer      | Matchless | Ret         |      |
| Ret     | Alberto Pagani       | LinTo     | Ret         |      |
| Ret     | John Dodds           | LinTo     | Ret         |      |
| Ret     | Frantisek Srna       | Jawa      | Ret         |      |
| Ret     | Angelo Bergamonti    | Paton     | Ret         |      |
| Ret     | Gerhard Heukerott    | Norton    | Ret         |      |
| Ret     | Tom Dickie           | Seeley    | Ret         |      |
| Ret     | Endel Kiisa          | Vostok    | Ret         |      |
| Ret     | Rudolf Bergsleithner | Matchless | Ret         |      |
| Fuente: |                      |           |             |      |

## Resultados 350cc
Para este Gran Premio, Jawa había contratado a Jack Findlay como reemplazo del fallecido Bill Ivy. Pero tuvo problemas porque en los entrenamientos, Findlay descubrió que su neumático trasero se había mojado debido a una fuga radiador y se acabó deslizando a 30 km/h y terminó rompiéndose la clavícula. En ese sentido, fue Silvio Grassetti quien tuvo que hacerse cargo de la moto y acabó tercero. Por lo demás, Rodney Gould pudo darle una buena lección a Agostini. Su Yamaha había sido más rápida, pero la MV Agusta dirigió mejor, manteniéndose juntos durante mucho tiempo. Con su piloto de producción, Gould siempre tuvo que mantener el ritmo y dejar que Agostini tomara el primer lugar. La nota trágica la puso el checoslovaco František Boček que chocó con Herbert Denzler y János Drapál. Todos fueron llevados al hospital, pero Boček, que había golpeado una pared, murió a causa de sus heridas al día siguiente.
| Pos. | Piloto              | Equipo    | Tiempo      | Pts. |
| ---- | ------------------- | --------- | ----------- | ---- |
| 1    | Giacomo Agostini    | MV Agusta | 1h00'01"8   | 15   |
| 2    | Rodney Gould        | Yamaha    | + 36"9      | 12   |
| 3    | Silvio Grassetti    | Jawa      | + 1'14"     | 10   |
| 4    | Heinz Rosner        | MZ        | + 2'18"1    | 8    |
| 5    | Giuseppe Visenzi    | Yamaha    | + 3'01"4    | 6    |
| 6    | Bohumil Staša       | ČZ        | + 3'08"4    | 5    |
| 7    | Kelvin Carruthers   | Aermacchi |             | 4    |
| 8    | Martti Pesonen      | Yamaha    |             | 3    |
| 9    | Adolf Ohligschläger | Yamaha    |             | 2    |
| 10   | Ginger Molloy       | Bultaco   |             | 1    |
| 11   | Marty Lunde         | Yamaha    | + 1 Vuelta  |      |
| 12   | Billie Nelson       | Aermacchi | + 1 Vuelta  |      |
| 13   | Lewis Young         | Aermacchi | + 1 Vuelta  |      |
| 14   | Günter Fischer      | Aermacchi | + 1 Vuelta  |      |
| 15   | Chas Mortimer       | Ducati    | + 1 Vuelta  |      |
| 16   | Jean Campiche       | Aermacchi | + 1 Vuelta  |      |
| 17   | Jerry Lancaster     | Aermacchi | + 2 Vueltas |      |
| 18   | Rudolf Bergsleitner | AJS       | + 2 Vueltas |      |
| DNS  | Jack Findlay        | Jawa      | DNS         |      |
| Ret  | Herbert Denzler     | Aermacchi | Ret         |      |
| Ret  | František Boček (†) | Jawa      | Ret (†)     |      |
| Ret  | János Drapál        | Aermacchi | Ret         |      |
| Ret  | Bosse Granath       | Aermacchi | Ret         |      |

## Resultados 250cc
En el cuarto de litro, Santiago Herrero lideró las dos primeras vueltas pero se tuvo que retirar por problemas mecánicos. Después cogió el testigo Rodney Gould que lideró la carrera cuatro vueltas y estuvo incluso 3½ segundos de ventaja sobre Renzo Pasolini. Pero luego su Yamaha comenzó a empeorar y fue pasado por Pasolini. Kel Carruthers consiguió mantener el tercer puesto pese a los ataques de Heinz Rosner.
| Pos. | Piloto            | Moto    | Tiempo    | Pts. |
| ---- | ----------------- | ------- | --------- | ---- |
| 1    | Renzo Pasolini    | Benelli | 50:33.100 | 15   |
| 2    | Rodney Gould      | Yamaha  | +14.100   | 12   |
| 3    | Kelvin Carruthers | Benelli | +37.300   | 10   |
| 4    | Heinz Rosner      | MZ      | +40.600   | 8    |
| 5    | Silvio Grassetti  | Yamaha  | +1:56.900 | 6    |
| 6    | Dieter Braun      | MZ      | +2:05.400 | 5    |
| 7    | Kent Andersson    | Yamaha  | +2:05.900 | 4    |
| 8    | Carlos Giró       | OSSA    | +2:16.300 | 3    |
| 9    | Lothar John       | Yamaha  | +3:20.000 | 2    |
| 10   | Gordon Keith      | Yamaha  | +3:27.500 | 1    |
| 11   | Gyula Marsovszky  | Yamaha  |           |      |
| 12   | Bohumil Stasa     | ČZ      |           |      |
| 13   | Lasse Johansson   | Yamaha  |           |      |
| 14   | František Šťastný | Jawa    |           |      |
| Ret  | Santiago Herrero  | Ossa    | Ret       |      |

## Resultados 125cc
Dave Simmonds se proclamaba matemáticamente campeón mundial de la cilindrada. Dieter Braun inició enérgicamente la carrera y, después de dos vueltas, ya estaba ocho segundos por delante de Dave Simmonds. Pero luego cambiar su caja de cambios de diez velocidades empezó a fallar y Simmonds le pasó en la sexta vuelta, ganando por 11 segundos. Cees van Dongen acabó en tercer lugar de principio a fin. Además de su título mundial, Dave Simmonds también tuvo algo que celebrar: inmediatamente después de la carrera, viajó a Inglaterra para casarse con Julie Boddice, la hija del expiloto de sidecar Bill Boddice.
| Pos. | Piloto              | Moto      | Tiempo    | Pts. |
| ---- | ------------------- | --------- | --------- | ---- |
| 1    | Dave Simmonds       | Kawasaki  | 48:52.900 | 15   |
| 2    | Dieter Braun        | Suzuki    | +11.100   | 12   |
| 3    | Cees van Dongen     | Suzuki    | +55.300   | 10   |
| 4    | Friedhelm Kohlar    | MZ        | +1:03.300 | 8    |
| 5    | László Szabó        | MZ        | +1:03.700 | 6    |
| 6    | Thomas Heuschkel    | MZ        | +1:32.400 | 5    |
| 7    | Heinz Kriwanek      | Rotax     | +1:53.700 | 4    |
| 8    | Ginger Molloy       | Bultaco   | +2:32.500 | 3    |
| 9    | Kelvin Carruthers   | Aermacchi | +2:33.000 | 2    |
| 10   | Eberhard Mahler     | MZ        | +3:07.300 | 1    |
| 11   | Werner Schmied      | Rotax     |           |      |
| 12   | Herbert Denzler     | Yamaha    |           |      |
| 13   | Jean Campiche       | Honda     |           |      |
| 14   | Adolf Ohligschläger | Yamaha    |           |      |
| 15   | Jean-Louis Pasquier | Bultaco   |           |      |
| 16   | Jerry Lancaster     | Honda     |           |      |

## Resultados 50cc
En la categoría de menor cilindrada, Barry Smith se había convertido en la gran amenaza de los holandeses. A falta de tres carreras, Aalt Toersen (Van Veen-Kreidler) todavía lideraba la general, pero las Derbi se hacían cada vez más fuertes. Smith comenzó en Brno como penúltimo, pero después de la primera vuelta ya estaba en quinto lugar. Mientras tanto, sus compañeros de equipo Ángel Nieto y Santiago Herrero estaban en cabeza. Pero Paul Lodewijkx era claramente el más rápido con su Jamathi y en la tercera vuelta tomó la delantera. En la cuarta, el electrodo central se desprendió de la bujía de Nieto y cayó al séptimo lugar. Herrero se cayó debido a un pistón roto. Barry Smith se convirtió en segundo detrás de Lodewijkx y Nieto tomó el tercer lugar a pesar de su parada. Aalt Toersen fue solo cuarto y perdió unos puntos valiosos ante los pilotos de Derbi.
| Pos. | Piloto               | Equipo      | Tiempo    | Pts. |
| ---- | -------------------- | ----------- | --------- | ---- |
| 1    | Paul Lodewijkx       | Jamathi     |           | 15   |
| 2    | Barry Smith          | Derbi       |           | 12   |
| 3    | Ángel Nieto          | Derbi       |           | 10   |
| 4    | Aalt Toersen         | Kreidler    |           | 8    |
| 5    | Cees van Dongen      | Kreidler    |           | 6    |
| 6    | Martin Mijwaart      | Jamathi     |           | 5    |
| 7    | Gilberto Parlotti    | Tomos       |           | 4    |
| 8    | Jan de Vries         | Kreidler    |           | 3    |
| 9    | Adrijan Bernetič     | Tomos       |           | 2    |
| 10   | Janko-Florijan Štefe | Tomos       |           | 1    |
| 11   | Bohumil Kovar        | Jawa-Tatran |           |      |
| 12   | Frantisek Krocka     | Jawa-Tatran |           |      |
| 13   | Bruno Veigel         | Honda       | +1 Vuelta |      |
| 14   | Adolf Ohligschläger  | Kreidler    |           |      |
| 15   | Zbyněk Havrda        | Tatran      |           |      |
| Ret  | Santiago Herrero     | Derbi       | Ret       |      |
| Ret  | Rudolf Kunz          | Kreidler    | Ret       |      |